# Hát vèo ca
Hát vèo ca là một thể loại hát của người dân tộc Cao Lan, được sử dụng giữa hai nhóm trai và gái. Cũng giống như Quan họ được dàn đều ra, câu đầu tiên là thăm hỏi, làm quen với nhau. Hát vèo ca được sử dụng đợt đầu tiên khi bắt đầu, sau đó hát sình ca của bài chính.